# Грюнфельд, Иегуда
Иегу́да Грю́нфельд (ивр. יהודה גרינפלד‎; 11 марта 1930, Берлин — 16 июля 1960, Иерусалим, Израиль) — израильский экономист, профессор экономики Тель-Авивского университета. Известен как автор набора данных Грюнфельда в эконометрике.

## Биография
Грюнфельд родился 11 марта 1930 года в Берлине, а в 1935 году вместе с семьёй переехал в Петах-Тикву, относившуюся в то время к Палестине. В 1947 году окончил высшую школу и вступил в ряды «Пальмах», где принимал участие в Войне за независимость 1948 года в бригаде «Ифтах» в битвах при Галилее, в «Иерусалимском коридоре» и в пустыне Негев. После демобилизации из Армии обороны Израиля в 1949 году был зачислен на экономический факультет Еврейского университета в Иерусалиме. В 1953 году получил в университете степень бакалавра искусств, а в 1955 году — магистерскую степень. В 1958 году был удостоен докторской степени по экономике в Чикагском университете.
В 1953—1954 годах служил экономистом в топливном отделе Министерства финансов Израиля. Преподавательскую деятельность начал в качестве ассистента профессора по экономике в Чикагском университете в 1957—1958 годах. Параллельно был руководителем проекта и советником Центра транспорта в Эванстоне (штат Иллинойс) в 1957—1959 годах. С 1959 года являлся лектором по экономике и статистике в школе экономики и социологии Элиэзера Каплана при Тель-Авивском университете. Также был старшим экономистом Проекта Фалька по экономическим исследованиям в Израиле.
Грюнфельд неожиданно утонул 16 июля 1960 года в возрасте 30 лет.
Семья
В 1954 году Грюнфельд женился на Деборе Шакеид (Грюнфельд). В 1956 году у них родился сын Гилад.
Память
В 1963 году Стэнфордский университет опубликовал сборник статей «Измерения в экономике: исследования в области математической экономики и эконометрики в память об Иегуде Грюнфельде».

## Награды
Грюнфельд был также награждён:
- 1955 — приз Коинга от Еврейского университета в Иерусалиме за лучшую магистерскую работу по экономике за 1955 год;
- 1959 — приз Маккензи от журнала Journal of Business[англ.] за лучшую статью года за работу «Эффект суточной ставки на эффективность и размер парка американских железнодорожных товарных вагонов».

## Вклад в науку
В 1958 году Грюнфельд опубликовал работу «Детерминанты корпоративных инвестиций», в которой содержится приложение с панельными данными о выбранном наборе крупных корпораций США в период 1934—1954 годов. Эти данные, позже названные набором данных Грюнфельда, необычно совместимы для иллюстрации различных аспектов оценивания систем регрессионных уравнений.